# Conostigmus nigricornis
Conostigmus nigricornis är en stekelart som beskrevs av Alan Parkhurst Dodd 1914. Conostigmus nigricornis ingår i släktet Conostigmus och familjen trefåresteklar. Inga underarter finns listade i Catalogue of Life.